# Euchalcia chlorocharis
Euchalcia chlorocharis är en fjärilsart som beskrevs av Claude Dufay 1961. Euchalcia chlorocharis ingår i släktet Euchalcia och familjen nattflyn. Inga underarter finns listade i Catalogue of Life.